# Głos Serca Polskiego
Głos Serca Polskiego – konspiracyjne pismo wydawane przez Tajną Organizację Wojskową „Gryf Pomorski”.
Wyszło ok. 20 numerów „Głosu Serca Polskiego” w nakładzie ok. 200-300 egzemplarzy o formacie 30 na 50 cm. Był on drukowany na zwykłym pakowym papierze, który kradziono z jednej z gdańskich rzeźni. Stałą rubryką był serwis informacyjny z Londynu, który uzyskiwano dzięki radioodbiornikowi zainstalowanemu w mieszkaniu Mariana Szostaka w Czarnej Wodzie. Redaktorem pisma w okresie od 1 października 1941 r. do czerwca 1943 r. był Ludwik Kossak-Główczewski ps. „Japan”, „Józef”, „Hubert”.
Do 1990 r. nie było wiadomo, czy taka gazeta rzeczywiście istniała. Dopiero w 1990 r. jeden jej egzemplarz został odnaleziony w archiwum Wojewódzkiego Urzędu Spraw Wewnętrznych w Bydgoszczy. W II poł. lat 90. na strychu jednego z domów w Czarnej Wodzie odkryto kolejne egzemplarze pisma.